# 韓麟春
韓 麟春（かん りんしゅん）は中華民国の軍人。北京政府、奉天派の有力軍人。軍指揮官としてだけでなく、兵器製造の面でも活躍した人物である。字は芳辰。

## 事績

### 北京政府中央での事跡
富農の家庭に生まれ、学業で優秀な成績をあげた。そのため、1904年（光緒30年）、日本へ軍事留学することになる。東京振武学校を経て、陸軍士官学校第6期砲兵科で学ぶ。1907年（光緒33年）に卒業した。帰国後は、陸軍部軍械司科員、軍械司司長、陸軍講武堂教務長などを歴任した。
中華民国建国後も、陸軍部で各職を歴任し、「韓麟春式歩兵銃」を研究・製造したことにより、勲五位を授与された。1916年（民国5年）6月、陸軍部参事に昇進した。1919年（民国8年）、欧州へ軍事視察に向かった。1921年（民国10年）12月に梁士詒内閣が成立すると、鮑貴卿が陸軍総長となり、韓が陸軍次長として起用された。第1次奉直戦争後の1922年（民国11年）5月2日、韓は罷免された。

### 奉軍強化に貢献
同年、奉天派の楊宇霆の推薦により、韓麟春は張作霖の下で東三省兵工廠督弁に任命された。韓麟春は、日本・ドイツなどから技師を招聘し、設備を購入するなど、兵器製造・管理に辣腕を振るう。これにより、東三省兵工廠を当時の中国で最高水準の軍事工場となさしめた。さらに、東三省陸軍整理処が設置されると、孫烈臣が統監、姜登選と韓が副統監に任命された。吉林督軍を兼任する孫は整理処の事務に常時携われなかったため、姜と韓が実権を握る形となる。2人は、奉直戦争で敗北した奉天派の再建、精鋭化に取り組んだ。
1924年（民国13年）9月、第2次奉直戦争が勃発すると、姜登選と韓麟春はそれぞれ第1軍の正副軍長に任命され、奉天派は勝利を収めた。しかしこの時、作戦と軍官人事を巡って、姜と韓は同僚の郭松齢と激しく対立している。1925年（民国14年）11月、郭が張作霖に対して兵変を起こすと、姜は郭に捕えられ銃殺された。一方の韓は、病により一時職を離れていたため難を逃れた。郭の兵変が鎮圧された後、韓は第4方面軍軍団長に任命され、第3方面軍軍団長の張学良と連合軍団を結成する。

### 連合軍団時代の活動
1926年（民国15年）1月に馮玉祥が下野し、その配下の国民軍と奉天派を含む北方各派との戦いが開始される。張学良と韓麟春は、南口で国民軍と戦い、韓の作戦指揮の下で8月にこれを撃破した。また、この戦いの間に呉俊陞配下の軍が略奪等を繰り広げたため、張と韓は即座に略奪に関わった軍官を粛清して奉天派の威信を保った。
同年12月1日に張作霖が安国軍総司令となると、韓麟春は陸軍上将に昇進した。1927年（民国16年）、張学良と韓は、各地で中国国民党の北伐軍と戦った。しかし作戦上の対立から、次第に両者の関係が悪化していく。同年6月、韓は安国軍第4軍団長に任命された。8月、韓は国民党が派遣してきた何成濬（陸軍士官学校時代の同期）と密かに面会した。これは、後の東北軍と国民党との交渉の嚆矢となっている。1930年（民国19年）1月18日、奉天市で病没。享年46。

## 注
1. ↑  武・蘇（2000）、266頁。ただし『東北人物志』のように、1888年（光緒14年）説も一部に存在する（同272頁）。徐主編（2007）、2664頁も1888年説をとる。
2. ↑  『東北年鑑』1931年版による（徐主編（2007）、2664頁も同様）。この他、1929年12月29日説、1930年3月2日説も存在する。以上、武・蘇（2000）、272頁。
3. ↑  武・蘇（2000）、266頁。
4. 1 2 3 4 5  徐主編（2007）、2664頁。
5. ↑  武・蘇（2000）、266-267頁。
6. ↑  武・蘇（2000）、267頁。
7. ↑  武・蘇（2000）、267-268頁。
8. ↑  武・蘇（2000）、268-269頁。
9. ↑  武・蘇（2000）、269-272頁。